# Tenthecoris distinguendus
Tenthecoris distinguendus är en insektsart som beskrevs av Pei Ken Hsiao och Sailer 1947. Tenthecoris distinguendus ingår i släktet Tenthecoris och familjen ängsskinnbaggar. Inga underarter finns listade i Catalogue of Life.